# 钦查群岛
钦查群岛（Islas Chincha），秘鲁西南海岸外一群岛，位于距皮斯科21公里的外海上。该群岛自前印加帝国时期便因为丰富的海鸟粪资源成为争夺目标，但这些资源在1874年之前已几乎耗尽。

## 地理

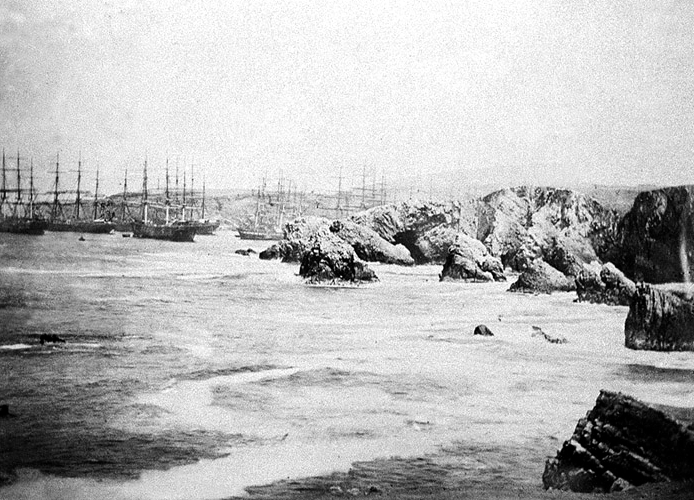
1866年的钦查群岛

钦查群岛中最大的岛屿北钦查岛长1.3（0.8英里），最宽处宽1.0（0.6英里），最高海拔34（112英尺）。中钦查岛与北钦查岛大小几乎相同，而南钦查岛大小则是其余两个岛的一半。岛上绝大多数是花岗岩，四周全为岩壁，上方有大量的海鸟巢。

## 历史
群岛上原有印第安人钦查部族居住，但现今只有少数留存。秘鲁在1840年开始出口海鸟粪。当时不承认秘鲁独立的西班牙（直到1879年才承认）觊觎该岛鸟粪利润，于1864年4月占领该群岛，引发1864–1866年的钦查群岛战争。